# HD203843
HD203843 — хімічно пекулярна зоря спектрального класу A9, що має видиму зоряну величину в смузі V приблизно  6,4.
Вона  розташована на відстані близько 232,5 світлових років від Сонця.

## Фізичні характеристики
Зоря HD203843 обертається 
досить швидко 
навколо своєї осі. Проєкція її екваторіальної швидкості на промінь зору становить  Vsin(i)= 92км/сек.